# Maralaleng
Maralaleng è un villaggio del Botswana situato nel distretto di Kgalagadi, sottodistretto di Kgalagadi South. 
Il villaggio, secondo il censimento del 2011, conta 586 abitanti.

## Località
Nel territorio del villaggio sono presenti le seguenti 1 località:
- Kuwe di 23 abitanti